# Francis International Airport
Francis International Airport ist eine 2004 gegründete Indie-Pop-Band aus Wien, Österreich. Der Bandname ist dem Videospiel Grand Theft Auto III von Rockstar Games entnommen. Im Jahr 2012 war die Band für den FM4 Award, der im Rahmen des Amadeus Austrian Music Award verliehen wird, nominiert.

## Geschichte
Markus und David Zahradnicek gründeten Francis International Airport gemeinsam mit Manu Kaminski und Andreas Ottosson im Oktober 2004. Einige Monate später erschien mit Science Fiction Love Novel die erste EP, die gemeinsam mit Markus Galli in dessen Studio in Augsburg aufgenommen wurde. Es folgten Konzerte in Österreich und Deutschland.
Im Frühjahr 2006 stieß Christian Hölzel als zweiter Gitarrist zur Band und die Aufnahmen für das Debütalbum We Are Jealous. We Are Glass. wurden im eigenen Studio in Hohenberg begonnen. Kurz vor dessen Fertigstellung nahm das Wiener Indie-Label Siluh Records die Band unter Vertrag und veröffentlichte das Album im Mai 2008.
Anfang 2010 begannen die Aufnahmen für das zweite Studioalbum In the Woods, das im Herbst des Jahres erschienen ist. Die Single Monsters / Feet of Clay wurde im Mai 2010 veröffentlicht. Francis International Airport erlangte mit Veröffentlichung des Albums und dem Video zu Monsters europaweit Aufmerksamkeit und bespielte in der Folge über ein Jahr lang erfolgreich Clubs und Festivals.
Das dritte Album Cache erschien im Mai 2013.

## Diskografie

### Alben
- 2008: We Are Jealous. We Are Glass. (Siluh, LP/CD/Digital)
- 2010: In the Woods (Siluh, LP/CD/Digital)
- 2013: Cache (Siluh, LP/CD/Digital)

### EPs
- 2005: Science Fiction Love Novel (Eigenveröffentlichung, CD)

### Singles
- 2010: Monsters / Feet of Clay (Siluh, 7")
- 2013: The Right Ones (Siluh, Digital)